# Corneli Fagita
Corneli Fagita (en llatí Cornelius Fagita) va ser un militar romà.
Era comandant d'una companyia de soldats en mans dels quals va caure Juli Cèsar quan va ser proscrit per Sul·la l'any 82 aC. Corneli va rebre un suborn de dos talents i finalment, després de moltes pressions, el va deixar escapar. Quan Cèsar va obtenir el poder suprem no el va castigar.